# Известковое (Северо-Казахстанская область)
Известковое (каз. Известковое) — упразднённое село в районе Шал акына Северо-Казахстанской области Казахстана. Входило в состав Кривощековского сельского округа. Ликвидировано в 1998 г.